# Carpo de Antioquía
Carpo de Antioquía fue un antiguo matemático griego. No se sabe con certeza cuánto vivió; pudo haber vivido en cualquier momento entre el siglo II a. C. y el siglo II d. C. Escribió sobre mecánica, astronomía y geometría. Proclus cita un Tratado Astronómico de Carpo sobre si los problemas deben ir antes que los teoremas, en el que Carpo puede (o no) haber estado criticando a Gémino. Proclus también cita la opinión de Carpo de que "un ángulo es una cantidad, a saber, una distancia entre las líneas de las superficies que lo contienen." Según Pappus, Carpo hizo uso de las matemáticas para aplicaciones prácticas. Según Jámblico, Carpo también construyó una curva con el propósito de cuadrar el círculo, a la que llama curva generada por un doble movimiento.